# プライベートP2P
プライベートP2Pシステムとは、相互に信頼するピアのみが参加可能なP2Pシステムである。これは、クライアントの認証を行うために、Direct Connectハブのような中央サーバーを使用することで実現できる。あるいは、ユーザー同士がパスワードや暗号鍵を交換することで、分散型ネットワークを構築する方法もある。プライベートP2Pシステムは、F2Fシステムとグループベースのシステムに分類できる。F2Fシステムは、互いに知っているユーザー間のみの接続を許可するが、自動的な匿名転送を提供する場合もある。グループベースのシステムは、任意のユーザーが他の任意のユーザーに接続できるが、そのためユーザーのプライバシーを損なわずにシステムの規模を拡大することはできない。WASTEのようなソフトウェアは、グループベース型にもF2F型にも構成可能である。

## ソフトウェア一覧
- Direct Connect - プライベートハブを用いたファイル共有およびチャット
- GigaTribe（英語版） - プライベートなコミュニティ志向のファイル共有プログラム
- Retroshare（英語版） - PGPに基づくプライベートなF2Fシステムで、Turtle F2F（英語版）ファイル共有を実装している
- n2n（英語版） - P2P型のVPNソフトウェア

以下のソフトウェアは開発が終了している。
- Infinit - ケンブリッジ大学の研究に基づくローカル暗号化を用いたファイル共有アプリ[2]
- Madster（英語版）（旧称Aimster） - バディリストを用いて共有を制限した初期のP2Pソフトウェア
- Groove（英語版） - P2P技術に基づいた企業向けのグループウェアソフトウェア
- Turtle F2F（英語版） - プライベート接続のみを用いたインスタントメッセージングおよびファイル共有
- WASTE（英語版） - 10〜50人のグループに適したプライベートP2Pソフトウェア